# Fukuoka Broadcasting Corporation
Fukuoka Broadcasting System Corporation (株式会社福岡放送, Kabushiki Gaisha Fukuoka Hōsō, abrégé en FBS) est une chaîne de télévision affiliée à Nippon News Network et Nippon Television Network System basé à Fukuoka, au Japon. Ses programmes sont diffusés dans la préfecture de Fukuoka et une grande partie de la préfecture de Saga.